# Zdzisław Kopacz
Zdzisław Kopacz (ur. 30 listopada 1940 w Brzezince, zm. 2 lipca 2023 w Helu) – polski nawigator, oficer marynarki, dowódca ORP Tukan,  wieloletni (ponad 50 lat) wykładowca Akademii Marynarki Wojennej, autor licznych podręczników.
Odznaczony m.in. Krzyżem Kawalerskim Orderu Odrodzenia Polski, Złotym Krzyżem Zasługi, Medalem Komisji Edukacji Narodowej, Medalem za Zasługi dla Marynarki Wojennej i Złotą Odznaką Zasłużony Pracownik Morza. Uzyskał także nagrodę Ministra Obrony Narodowej za podręcznik Nawigacja morska, a także Odznaką Honorową Akademii Marynarki Wojennej przyznaną za wybitny wkład w rozwój naukowo-badawczy, dydaktyczny i organizacyjny Akademii oraz współtworzenie Polskiej Szkoły Nawigacji. 

## Wybrane publikacje książkowe
- Wyznaczanie stref działania i stref dokładności systemów nawigacyjnych, Wyższa Szkoła Marynarki Wojennej, Gdynia 1975 (razem z J. Urbańskim)
- Ocena dokładności pozycji okrętu, WSMW, Gdynia 1976 (razem z J. Urbańskim i J. Posiłą)
- Wykorzystanie systemów nawigacyjnych, Wydawnictwo Morskie, Gdańsk 1978 (razem z J. Posiłą i J. Urbańskim)
- Nawigacja morska, Wydawnictwo Morskie, Gdańsk 1979 (razem z J. Urbańskim i J. Posiłą)
- Radionawigacyjne systemy hydrograficzne, WSMW, Gdynia 1980
- Zasady wystawiania i kalibracji radionawigacyjnych systemów hydrograficznych, WSMW, Gdynia 1981 (razem z J. Urbańskim)
- Wykorzystanie morskich pomocy nawigacyjnych w radionawigacji, WSMW, Gdynia 1981 (razem z A. Hydzikiem)
- Nawigacja i locja: podstawy nawigacji morskiej, WSMW, Gdynia 1986
- Wykorzystanie systemów radionawigacyjnych w hydrografii morskiej, Cz. A i cz. B, Akademia Marynarki Wojennej, Gdynia 1989 (razem z J. Urbańskim)
- Nawigacja morska, cz. 1, AMW, Gdynia 1995 (razem z J. Urbańskim i J. Posiłą)
- Nawigacja morska, cz. 2, AMW, Gdynia 1996 (razem z J. Urbańskim i J. Posiłą)
- The development’s problems of the contemporary maritime navigation, Instytut Morski, Gdańsk 1999 (razem z J. Urbańskim i W. Morgasiem)
- Wybrane zagadnienia międzynarodowego systemu bezpieczeństwa morskiego i bezpieczeństwa nawigacji, AMW, Gdynia 2005 (razem z W. Morgasiem i J. Urbańskim)
- Formalna ocena bezpieczeństwa morskiego, AMW, Gdynia 2006 (razem z J. Urbańskim i W. Morgasiem)
- Zarządzanie bezpieczeństwem żeglugi na obszarach VTS, AMW, Gdynia 2017 (razem z W. Morgasiem)
- Zabezpieczenie nawigacyjno-hydrograficzne działalności ludzkiej na morzu cz. 1, AMW, Gdynia 2017 (razem z W. Morgasiem)
- Zabezpieczenie nawigacyjno-hydrograficzne działalności ludzkiej na morzu cz. 2, AMW, Gdynia 2019 (razem z W. Morgasiem)
- Rozpowszechnianie morskich informacji bezpieczeństwa, AMW, Gdynia 2019 (razem z W. Morgasiem)